# Patrick Reiterer
Pour les articles homonymes, voir Reiterer.
Pas d'image ? Cliquez ici
Patrick Reiterer (né le 28 septembre 1990 à Mérano, dans la province de Bolzano) est un pilote automobile italien.

## Carrière
- 2007 : Formule Renault 2.0 Italie 27e
- 2008 : Formule Renault 2.0 Eurocup 27e et Italie 11e
- 2009 : International Formula Master 9e
- 2010 : GP3 Series, avec l'écurie Atech Grand Prix